# Длинное (озеро, Беларусь)
Дли́нное (Долгое; бел. До́ўгае) — озеро в Ушачском районе Витебской области Белоруссии. Относится к бассейну реки Дива.

## Описание
Озеро Длинное располагается в 26 км к северо-востоку от городского посёлка Ушачи, в 0,6 км к востоку от деревни Антуново.
Площадь поверхности озера составляет 0,03 км². Длина — 0,3 км, наибольшая ширина — 0,1 км. Длина береговой линии — 0,95 км.
Котловина серповидной формы, вытянутая с северо-запада на юго-восток. Южный и юго-восточный склоны котловины высотой 5—7 м, западный — до 3 м, северный невыраженный. Озеро окружено заболоченной поймой шириной от 25 до 100 м. Берега песчаные, преимущественно низкие, поросшие лесом и кустарником, местами заболоченные.
На севере впадает ручей. Поверхностного стока нет.
В озере обитают лещ, плотва, линь, щука, окунь и другие виды рыб.